# Ferrari F2005
A Ferrari F2005 egy Formula–1-es versenyautó, amelyet a Scuderia Ferrari a 2005-ös Formula–1 világbajnokságon használt. A karosszériát Rory Byrne, Ignazio Lunetta, Aldo Costa, Marco Fainello, John Iley és Marco de Luca tervezte, Ross Brawn a csapat műszaki igazgatójaként fontos szerepet játszott az autó gyártásának irányításában, Paolo Martinelli pedig Giles Simon segítségével a motortervezés és a motorüzem vezetésében. Az autót Michael Schumacher és Rubens Barrichello vezette. Ez volt az utolsó Ferrari F1-es autó, amelyben V10-es motor volt.

## Áttekintés
Miután a Ferrari hat egymást követő szezonban megnyerte a konstruktőri bajnokságot és öt egymást követő szezonban Michael Schumacherrel az egyéni VB-t is, az F2005 közel sem volt olyan sikeres autó, mint az elődei: mindössze egyetlen győzelmet szerzett, és a Ferrari 1995 óta a legrosszabb eredményt érte el a konstruktőri bajnokságban. A Ferrari formahanyatlásának fő oka a csapat által használt Bridgestone abroncsokban keresendő, amelyek rosszul teljesítettek a Michelin abroncsokhoz képest, amelyeket a Ferrari ellen versenyző csapatok többsége használt (a Renault, a McLaren, a Toyota, a Williams, a BAR, a Red Bull Racing és a Sauber is Michelin gumikat használt). Ehhez jött hozzá az új szabály, miszerint verseny közben tilos volt a kerékcsere.
Az autó bemutatásakor Ross Brawn kijelentette, hogy az F2005-ös a korábbi autók és tervezési ötletek továbbfejlesztése, egyszerűen csak az új szezonra vonatkozó szabályokhoz igazítva. Az előző autóhoz képest kisebb változtatásokat hajtottak végre, hogy javítsák a légáramlást és a lehető legjobban kíméljék a gumikat. Az eredetileg Spanyolországban debütáló F2005-öst már korábban, Bahreinben bevetették, miután világossá vált, hogy a Renault és a McLaren jobb autókkal és jobb tempóval rendelkezik.
Az autó versenyképtelenségének másik oka az autókon arra az évre elvégzett aerodinamikai változtatások voltak, amelyek arra ösztönözték a csapatokat, hogy több leszorítóerőt generáljanak a diffúzor középső részéből, a Ferrari motor- és sebességváltó-konstrukciója pedig megakadályozta őket abban, hogy a diffúzort annyira kinyissák, amennyire szerették volna.
Az autó arról is nevezetes, hogy megjelent a 2006-os téli olimpiai játékok megnyitó ünnepségén, Luca Badoer vezetésével. Az ünnepség alatt a Ferrari boxutca legénysége tartott egy boxutca-bemutatót. Ezzel az autó lett az egyetlen Formula–1-es autó, amelyik megjelent egy olimpiai megnyitó- vagy záróünnepségen.

## A szezon
Az F2005 megbízhatatlan volt a bemutatkozó versenyen Bahreinben. Michael Schumacher ugyan az első sorba kvalifikálta magát, de már néhány körrel a verseny után hidraulikai hiba miatt kiesett. Barrichello az egész hétvégén mindössze négy mért kört tudott megtenni a verseny előtt (beleértve a két kvalifikációs futamát is), de a 9. helyen végzett.
Az egész szezonban elért legjobb eredmény egy kettős győzelem volt az amerikai nagydíjon, ahol a Michelin állítása miatt, miszerint a gumik nem biztonságosak, csak hat autó indult (a Ferrari, a Jordan és a Minardi Bridgestone gumikon versenyzett). Ez lett a Ferrari és Michael Schumacher egyetlen futamgyőzelme a szezonban. A gumiabroncsokat tekintették a legfőbb oknak, amiért az autó egész szezonban elmaradt az elvárt tempótól.
Ross Brawn elismerte, hogy az autónak aerodinamikai problémái voltak, és a sebességváltó a korábbi konstrukciókhoz képest meglehetősen terjedelmes volt, de nem volt hajlandó Aldo Costát hibáztatni a hiányosságokért.
A Ferrari számára a legjobb versenyek a San Marinó-i és a Magyar Nagydíj volt. Imolában Michael Schumacher a tizenharmadik helyre kvalifikálta magát, de a verseny napján a Bridgestone volt a legversenyképesebb, Michael átvágott a mezőnyön, hogy legyőzze a későbbi futamgyőztes Fernando Alonsót, hatalmas nyomást gyakorolva a Renault spanyoljára, de nem tudott utat találni mellette. Ami a Magyar Nagydíjat illeti, Michael Schumacher a pole pozícióba kvalifikálta magát, majdnem egy másodperccel megelőzve a második helyezett Juan Pablo Montoyát (McLaren-Mercedes), és vezette a versenyt egy olyan pályán, ahol a Michelin abroncsok előnyben voltak a japán riválisokkal szemben. Schumacher sokáig vezette a futamot, és végül a McLaren pilótája, Kimi Räikkönen előzte meg, akinek jobb volt a boxkiállási stratégiája. Ezt a két futamot leszámítva a Ferrari gyakran nem tűnt esélyesnek a futamgyőzelemre, és végül a konstruktőri bajnokságban a harmadik helyen végzett, Michael Schumacher és Rubens Barrichello pedig az utóbbi idők legrosszabb bajnoki helyezését szenvedte el: Schumacher 62 pontjával a harmadik, Barrichello 38 pontjával csak a 8. helyen végzett a pontversenyben. Barrichello a szezon végén távozott a Honda csapathoz, és helyére a 2006-os szezonra a brazil Felipe Massa érkezett.

## Eredmények
(félkövérrel jelölve a pole pozíció; dőlt betűvel a leggyorsabb kör)
| Év   | Kasztni | Motor       | Gumik | Pilóták            | 1   | 2   | 3   | 4   | 5   | 6   | 7   | 8   | 9   | 10  | 11  | 12  | 13  | 14  | 15  | 16  | 17  | 18  | 19  | Pontok | Helyezés |
| ---- | ------- | ----------- | ----- | ------------------ | --- | --- | --- | --- | --- | --- | --- | --- | --- | --- | --- | --- | --- | --- | --- | --- | --- | --- | --- | ------ | -------- |
| 2005 | F2005   | Ferrari V10 | B     |                    | AUS | MAL | BHR | SMR | ESP | MON | EUR | CAN | USA | FRA | GBR | GER | HUN | TUR | ITA | BEL | BRA | JPN | CHN | 100*   | 3.       |
| 2005 | F2005   | Ferrari V10 | B     | Michael Schumacher |     |     | KI  | 2   | KI  | 7   | 5   | 2   | 1   | 3   | 6   | 5   | 2   | KI  | 10  | KI  | 4   | 7   | KI  | 100*   | 3.       |
| 2005 | F2005   | Ferrari V10 | B     | Rubens Barrichello |     |     | 9   | KI  | 9   | 8   | 3   | 3   | 2   | 9   | 7   | 10  | 10  | 10  | 12  | 5   | 6   | 11  | 12  | 100*   | 3.       |

* 10 pontot az F2004M modellel szereztek